# 黃序辰
黃序辰 （Huang Xu Chen；1991年3月4日—），本名 黃浩倫，後來改名字為黃序辰，是臺灣模特兒、演員，台中人。高中畢業於華岡藝校，文化大學舞蹈系畢業。熱愛表演、唱歌跳舞。大學時期曾參加歌唱選秀節目《超級偶像》的第五屆賽事。 2013年開始參與演藝相關工作的拍攝，以電視、網路廣告以及音樂錄影帶(MV)為主，2014年參與第一部電視華劇《出境事務所》
，並開始參與大型綜藝節目《非常完美》、《綜藝大熱門》等。2016年參加TVBS全球中文音樂榜上榜舉辦的一級秘密台灣徵選，在上百名參賽者選拔中成功晉身總決賽。

## 電視劇
| 年 份 | 頻 道      | 劇 集      | 飾 演  |
| 2015  | 客家電視台 | 出境事務所 | 采昌   |
| 2018  | 台視       | 情·份      | 杜耀明 |

## 綜藝節目
| 年 份 | 頻 道       | 節 目              | 單 元                                                         |
| 2010  | 台視        | 超級偶像5          | 36強資格賽 （页面存档备份，存于）                             |
| 2011  | Channel [V] | 校園SUPERMAN       | 校園花美男來報到 （页面存档备份，存于）                       |
| 2015  | 東森超視    | 私房話老實說       | 他們這樣的關係只是朋友？ （页面存档备份，存于）               |
| 2015  | 贵州卫视    | 非常完美           | 田家榛表白 黄浩伦 （页面存档备份，存于）                      |
| 2016  | 三立都會台  | 綜藝大熱門         | 假如可以交換藝人的時間！！你想怎麼用？ （页面存档备份，存于） |
| 2016  | TVBS歡樂台  | 全球中文音樂榜上榜 | 一級秘密台灣徵選總決賽 （页面存档备份，存于）                 |

## 廣告作品
| 年份 | 品牌                 | 備註     |
| 2013 | 奧利多水 - 活躍篇    |          |
| 2013 | 福斯汽車Volkswagen   | 內地廣告 |
| 2014 | 肯德基KFC            | 內地廣告 |
| 2014 | 蒙牛優益             | 內地廣告 |
| 2014 | 金門高粱戰酒         |          |
| 2014 | 光泉鮮乳             |          |
| 2014 | 麥香                 | 微電影   |
| 2015 | 台北當代藝術館       |          |
| 2015 | 多力油               | 內地廣告 |
| 2015 | 新北市觀光           |          |
| 2015 | 刀塔傳奇             |          |
| 2015 | FIFTY PERCENT        | 服裝型錄 |
| 2015 | 雀巢咖啡             | 內地廣告 |
| 2015 | 統一綠茶             | 內地廣告 |
| 2016 | Paktor 拍拖app       |          |
| 2016 | 立頓英式奶茶         |          |
| 2016 | 家樂福 - 中元節      |          |
| 2016 | 肯德基 - 花生霸王堡  | 內地廣告 |
| 2020 | Foodpanda - 幸福特務 |          |
| 2021 | 中華郵政i郵箱        |          |

## 音樂錄影帶(MV)
| 年份 | 歌 手  | 曲 目                             |
| 2014 | 向蕙玲 | 幸福的嫁妝 （页面存档备份，存于） |

## 外部連結
- 黃序辰 Nick的Facebook專頁
- 黃序辰 Nick的新浪微博
- 黃序辰 Nick的Instagram帳戶